# Al-Fukhari
Al-Fukhari, aussi appelé al-Fokari ou al-Fukhkhari (en arabe : الفَخّاري), est un village du gouvernorat de Khan Younès en Palestine. Il est situé au sud de la bande de Gaza, entre Khuza'a et Rafah, à l'est de la route vers Sufa et à l'ouest de la frontière avec Israël.
Selon le recensement du bureau central palestinien des statistiques, la localité compte une population de 6 443 habitants en 2017.